# أل كلارك
أل كلارك (بالإنجليزية: Al Clark)‏ هو مونتير أمريكي، ولد في 15 سبتمبر 1902 في إلينوي في الولايات المتحدة، وتوفي في 13 يوليو 1971 في لوس أنجلوس في الولايات المتحدة.

## وصلات خارجية
- أل كلارك على موقع IMDb (الإنجليزية)
- أل كلارك على موقع أول موفي (الإنجليزية)
- أل كلارك على موقع قاعدة بيانات الأفلام السويدية (السويدية)
- أل كلارك على موقع قاعدة بيانات الفيلم (الإنجليزية)
- أل كلارك على موقع كينوبويسك (الروسية)